# Medalistki mistrzostw świata w kolarstwie przełajowym (juniorki)
Pełna lista medalistek mistrzostw świata w kolarstwie przełajowym juniorek.

## Medalistki
| Rok i miejsce     | Złoto              | Srebro          | Brąz                |
| ----------------- | ------------------ | --------------- | ------------------- |
| 2020 Dübendorf    | Shirin van Anrooij | Puck Pieterse   | Madigan Munro       |
| 2021 Ostenda      | Wyścig odwołany    | Wyścig odwołany | Wyścig odwołany     |
| 2022 Fayetteville | Zoe Bäckstedt      | Leonie Beltveld | Lauren Molengraaf   |
| 2023 Hoogerheide  | Isabella Holmgren  | Ava Holmgren    | Célia Gery          |
| 2024 Tabor        | Célia Gery         | Cat Ferguson    | Viktória Chladoňová |

## Tabela medalowa
Stan po MŚ 2024.
| Miejsce | Państwo           |   |   |   | Razem |
| ------- | ----------------- | - | - | - | ----- |
| 1.      | Holandia          | 1 | 2 | 1 | 4     |
| 2.      | Kanada            | 1 | 1 | 0 | 2     |
| 3.      | Wielka Brytania   | 1 | 1 | 0 | 2     |
| 4.      | Francja           | 1 | 0 | 1 | 2     |
| 5.      | Słowacja          | 0 | 0 | 1 | 1     |
| 5.      | Stany Zjednoczone | 0 | 0 | 1 | 1     |